# 北の旅人
「北の旅人」（きたのたびびと）は、石原裕次郎の楽曲及び、それを収録したシングル。1987年7月17日の石原の死後、追悼盤として同年8月10日にシングルが発売された。

## 概要
表題曲「北の旅人」は、1985年、弦哲也が北海道を旅行している際に作曲された。歌いだしのフレーズは弦によるもので、山口洋子によって残りの歌詞が書かれた。
「北の旅人」「想い出はアカシア」の2曲は、生前最後のシングルとなった「わが人生に悔いなし」「俺の人生」とともに、石原がハワイで療養していた1987年2月23日から、オアフ島のドルフィンスタジオにて録音された。
オリコンチャートでは、1987年8月24日、唯一週間1位を獲得したシングルで、100位以内には27週間ランク、21.9万枚を売り上げた。
TBS系の音楽番組『ザ・ベストテン』では、1987年8月27日（第495回放映）に9位で初登場し、没後の歌手として初めて同番組にランクインした。9月17日（第498回）には最高3位に上昇、10月1日（第500回・10位）まで連続5週間ランクインした。
「北の旅人」の累計売上はテイチクレコード調べで125万枚。